# Nymphon uncatum
Nymphon uncatum is een zeespin uit de familie Nymphonidae. De soort behoort tot het geslacht Nymphon. Nymphon uncatum werd in 1998 voor het eerst wetenschappelijk beschreven door Child. 